# اندیس شاه میل ۲
شاه میل ۲ یک اندیس فلزی است که در حوالی شهر هشت چین استان گیلان قرار دارد و مادهٔ معدنی موجود در آن، مس است.  